# Roberto Renzi (fumettista)
Roberto Renzi (Cadorago, 10 febbraio 1923 – Milano, 23 ottobre 2018) è stato un fumettista, scrittore e giornalista italiano, ideatore di famosi personaggi dei fumetti italiani come Tiramolla e Akim.

## Biografia
Esordisce come autore nel 1942 collaborando con la casa editrice Edital per la quale scrive alcuni racconti pubblicati in appendice al fotoromanzo Cinevita e testi per Albi Mundus e Albo dei ragazzi; pubblica nel 1945 su L'Eroico una storia a fumetti, Le vipere verdi, disegnata da Dino Attanasio. Nel dopoguerra continua la collaborazione per la Edital. Nel 1947 diventa anche editore oltre che direttore responsabile e autore della serie a fumetti Roal, il Tarzan del mare, disegnato dallo studio di Andrea Da Passano (DaP), e di Joe Bolide, disegnata da Augusto Pedrazza che aveva conosciuto alla Edital e con il quale instaurerà una lunga collaborazione sceneggiando molte serie a fumetti umoristiche o avventurose che saranno da lui serie disegnate come Il piccolo corsaro, Birba, Scugnizzo e Il principe nero che verranno pubblicate dal 1949 dalla casa editrice Tomasina, con la quale collaborerà fino al 1955. Oltre storie a fumetti pubblicate a puntate sugli albi della collana Albo Scugnizzo dalla breve vita editoriale come Piccola maschera, Tabor l'uomo della jungla, Fulgor il cavaliere del cielo, Virgola, Tony Comet il figlio dello spazio, sempre disegnati da Pedrazza, ideò due personaggi destinati a una lunga vita editoriale, Akim nel 1950 e Tiramolla nel 1952. La serie di Akim, disegnata da Pedrazza per oltre vent'anni, venne pubblicata con successo in Italia da Edizioni Tomasina ma ebbe anche una lunga edizione in Francia. La serie di Tiramolla venne pubblicata dalle edizioni Alpe dal 1952, disegnata da Giorgio Rebuffi e Umberto Manfrin. Il personaggio rappresentò una novità nella storia del fumetto italiano in quanto non era il classico animale antropomorfo e la testata omonima venne pubblicata per oltre quarant'anni per oltre 600 numeri. Nello stesso periodo collaborò con La vispa Teresa (1953) anche se, negli anni cinquanta fu impegnato principalmente come giornalista (era diventato giornalista professionista nel 1947) iniziando come reporter occupandosi di cronaca per il giornale La Notte e facendosi nel tempo un nome nel campo del giornalismo milanese dirigendo per vari anni l'ufficio stampa della Fiera di Milano e il Circolo della Stampa di Milano. Dalla sua esperienza come cronista nacque negli anni settanta un libro, Racconti mattinali, con sessanta episodi tratti dai verbali di polizia. Scrisse anche una decina di storie a fumetti con personaggi della Disney pubblicate su Topolino della Mondadori nei primi anni sessanta. Negli anni settanta scrisse anche sceneggiature per la serie a fumetti per adulti Jolanda de Almaviva.
Nel 2007 è tra i fondatori della Fondazione Franco Fossati da cui nascerà nel 2011 Wow Spazio Fumetto, un museo del fumetto, dell'illustrazione e dell'animazione con sede nell'ex fabbrica Motta di Milano. 
Nel 1995 Baldini & Castoldi pubblica Memorie mattinali, una nuova edizione di Racconti mattinali e nel 2010 Memorie da non perdere.

## Opere
- Racconti mattinali, Baldini & Castoldi, 1997 ISBN 9788885987319
- Memorie da non perdere, 2010